# Montánchez
Montánchez ist ein Ort und eine Gemeinde (municipio) mit 1.608 Einwohnern (Stand: 2024) im Westen der spanischen Provinz Cáceres in der Autonomen Gemeinschaft Extremadura.

## Lage und Klima
Der Ort Montánchez liegt ca. 55 km (Fahrtstrecke) südöstlich von Cáceres in einer Höhe von ca. 715 m; die historisch und kulturell bedeutende Kleinstadt Trujillo ist gut 40 km in nordöstlicher Richtung entfernt. Das Klima im Winter ist durchaus kühl, im Sommer dagegen warm bis heiß; die eher geringen Niederschlagsmengen (ca. 550 mm/Jahr) fallen – mit Ausnahme der nahezu regenlosen Sommermonate – verteilt übers ganze Jahr.

## Bevölkerungsentwicklung
| Jahr      | 1857  | 1900  | 1950  | 2000  | 2021  |
| Einwohner | 4.341 | 4.747 | 5.217 | 2.157 | 1.654 |

Der deutliche Bevölkerungsrückgang in der zweiten Hälfte des 20. Jahrhunderts ist im Wesentlichen auf die Mechanisierung der Landwirtschaft, die Aufgabe von bäuerlichen Kleinbetrieben („Höfesterben“)  und den damit einhergehenden Verlust an Arbeitsplätzen zurückzuführen.

## Wirtschaft
Während das Umland über Jahrhunderte in hohem Maße landwirtschaftlich geprägt war, ließen sich im Ort selbst auch Kleinhändler, Handwerker und Dienstleister aller Art nieder. Die Produktion von Iberischem Schinken (Jamón Iberico) ist bis heute bedeutsam.

## Geschichte
Diverse prähistorische Kleinfunde wurden auf dem Gemeindegebiet gemacht; keltische Spuren wurden bislang nicht entdeckt. Die Burg auf dem nahegelegenen Burgberg wird auf die Römer zurückgeführt; kleinere Funde aus westgotischer Zeit sind ebenfalls vorhanden. Die Mauren eroberten die Region um das Jahr 715. Die erste urkundliche Erwähnung des Ortsnamens stammt aus dem Jahr 1095, als der Ort und seine Burg zum Kleinkönigreich (taifa) der Aftasiden von Badajoz gehörte. Um diese Zeit begann die Herrschaft der Almoraviden und später (1196) die der Almohaden. Im Jahr 1230 wurden Montanchez und sein Umland von den Truppen König Alfons’ IX. von León (reg. 1188–1230) für die Christen zurückerobert (reconquista) und zur besseren Verteidigung dem Santiagoorden übergeben. Die Burg bildete in der Folgezeit den Ausgangspunkt für weitere Gebietseroberungen durch den Ritterorden. Seit dem 13. Jahrhundert bildete die Stadt den Mittelpunkt von insgesamt 14 Dörfern (Comunidad de Villa y Tierra de Montanchez).

## Sehenswürdigkeiten

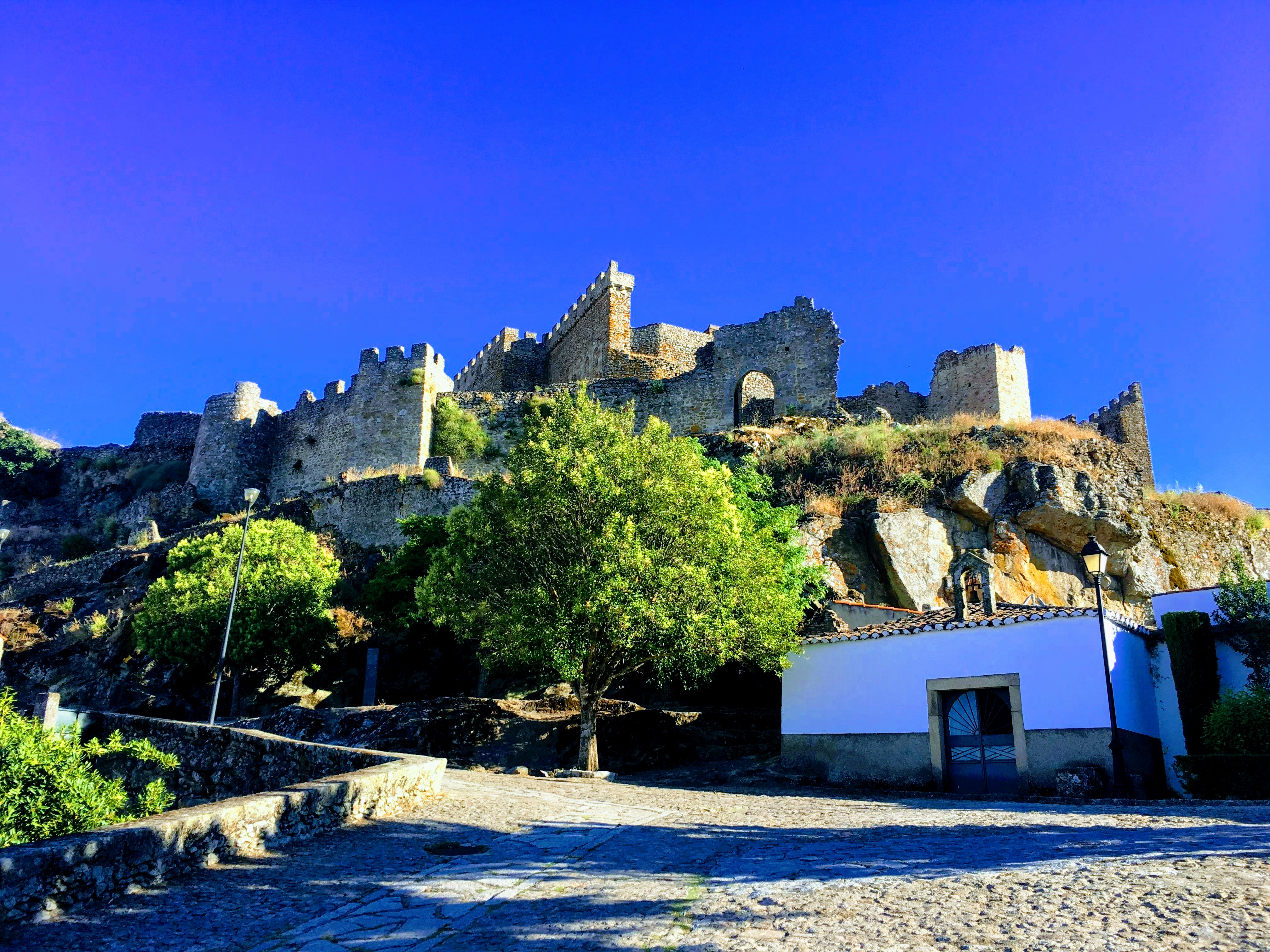
Castillo de Montánchez

- Wichtigstes Bauwerk der Kleinstadt ist die Burg (castillo), deren heutiges Erscheinungsbild aus der Zeit nach der Rückeroberung durch die Christen stammt. Sie besteht aus einem äußeren Mauerring und der eigentlichen Burg mit ihren ehemaligen Wohnbauten und Stallungen. Mehrere verputzte Zisternen (aljibes) aus maurischer Zeit dienten der Wasserversorgung.[7]
- Die steinsichtigen und durch Strebepfeiler stabilisierten Mauern der Kirche San Mateo entstanden im ausgehenden 17. Jahrhundert an der Stelle eines mittelalterlichen Vorgängerbaus. Im hochgewölbten Kirchenschiff befinden sich mehrere Barockaltäre.[8]
- Verteilt über den Ort stehen mehrere Steinkreuze (calvarios) und Einsiedlerkapellen (ermitas) aus dem 16. bis 18. Jahrhundert.[9][10]

Umgebung
- Die westgotische Kirche Santa Lucía del Trampal befindet sich nur etwa 16 km südwestlich des Ortes.